# Hapalogenys nigripinnis
Hapalogenys nigripinnis är en fiskart som först beskrevs av Temminck och Schlegel, 1843.  Hapalogenys nigripinnis ingår i släktet Hapalogenys och familjen Hapalogenyidae. Inga underarter finns listade i Catalogue of Life.